# Pandivirilia eximia
Pandivirilia eximia – gatunek muchówki z podrzędu krótkoczułkich i rodziny dziewierkowatych.
Gatunek ten opisany został w 1820 roku przez Johanna Wilhelma Meigena jako Thereva eximia.
Muchówka o ciele długości od 15 do 17 mm. Głowa jest u samca prawie holoptyczna, zaś u samicy jest dychoptyczna. Tułów ma na błyszcząco czarnym, nieopylonym śródpleczu dwie pręgi. Chetotaksja tułowia obejmuje 3 szczecinki przedskrzydłowe, 3 nadskrzydłowe, 1 zaskrzydłową i 1 parę śródplecowych. Odnóża mają czarne biodra i uda, żółte golenie oraz brunatne stopy. U samicy odwłok jest czarny z szarymi plamami trójkątnymi na bokach tergitów drugiego i trzeciego, zakończony jest kolczastym pokładełkiem. U samca odwłok ma srebrzystoszare opylenie.
Owad palearktyczny, znany z Norwegii, Szwecji, Finlandii, Francji, Niemiec, Szwajcarii, Austrii, Włoch, Polski, Czech, Słowacji i Rosji. Owady dorosłe są aktywne od kwietnia do maja. 